# High Top Mountain
High Top Mountain è l'album in studio di debutto del cantautore statunitense Sturgill Simpson, pubblicato nel 2013.

## Tracce
Tutte le tracce sono di Sturgill Simpson eccetto dove indicato.
1. Life Ain't Fair and the World Is Mean – 2:06
2. Railroad of Sin – 2:04
3. Water in a Well – 3:18
4. Sitting Here Without You – 2:10
5. The Storm – 4:02
6. You Can Have the Crown – 2:50
7. Time After All – 2:37
8. Hero – 4:02
9. Some Days – 3:30
10. Old King Coal – 3:07
11. Poor Rambler – 3:45 (Ray Cline, Ralph Stanley)
12. I'd Have to Be Crazy – 4:02 (Steven Fromholz)

## Classifiche

### Classifiche settimanali
| Classifica (2013)     | Posizione massima |
| --------------------- | ----------------- |
| US Top Country Albums | 31                |
| US Heatseekers Albums | 11                |